# Anthony Turgis
Anthony Turgis (n. 16 mai 1994, Bourg-la-Reine, Métropole du Grand Paris, Franța) este un ciclist profesionist francez de șosea care în prezent concurează pentru Team TotalEnergies, echipă licențiată UCI ProTeam.

## Rezultate în Marile Tururi

### Turul Franței
7 participări
- 2018: locul 116
- 2019: locul 131
- 2020: locul 108
- 2021: locul 73
- 2022: locul 128
- 2023: locul 94
- 2024: câștigător al etapei a 9-a

### Turul Spaniei
1 participare
- 2017: locul 117